# Ilybius pleuriticus
Ilybius pleuriticus är en skalbaggsart som beskrevs av Leconte 1850. Ilybius pleuriticus ingår i släktet Ilybius och familjen dykare. Inga underarter finns listade i Catalogue of Life.